# アンソニー・コールマン (ミュージシャン)
アンソニー・コールマン（Anthony Coleman、1955年8月30日 - ）は、アメリカの作曲家、アヴァンギャルド・ジャズ・ピアニスト。1980年代から1990年代にかけて、ジョン・ゾーンと共に『コブラ』『クリスタルナハト (水晶の夜)』『復讐のガンマン〜エンニオ・モリコーネ作品集』『Archery』『スピレーン』を制作し、現代ユダヤ音楽を21世紀に押し上げるのに貢献した。

## 略歴
コールマンは13歳でジャッキー・バイアードに師事し、ピアノを学び始めた。ニューイングランド音楽院では、ジョージ・ラッセル、ドナルド・マルティーノ、マルコム・ペイトンに師事した。
コールマンの長年のコラボレーション相手には、ギタリストのエリオット・シャープ、トランペット奏者のデイヴ・ダグラス、アコーディオン奏者のガイ・クルセヴェク、作曲家のデヴィッド・シェイ、元キャプテン・ビーフハートのメンバーであるゲイリー・ルーカス、クラシック/クレズマー・クラリネット奏者のデヴィッド・クラカウアー、ギタリストのマーク・リボー、ベーシストのグレッグ・コーエン、ドラマーのジョーイ・バロン、サックス奏者のロイ・ネイザンソンなどがいる。
コールマンの作曲とソロ作品は、彼のユダヤ人としてのバックグラウンドへの関心を反映している。1990年代に活動した彼のグループ、セファルディック・ティンジ（Sephardic Tinge）とセルフヘイターズ（Selfhaters）は、活気に満ちた豊かで熱狂的な音楽的遺産を探求すると同時に、ディアスポラにおける少数民族文化の嘆きを暗く描き出した。セファルディック・ティンジは1990年代から2000年代初頭にかけて、特にヨーロッパ各地で広範囲にツアーを行った。
コールマンの『ディスコ・バイ・ナイト』は、家族の故郷であるユーゴスラビアを訪れた際にインスピレーションを得た作品で、1992年に日本のアヴァン・レコードからリリースされた初のメジャー・ソロ・アルバムとなった。ホロコーストの犠牲者であるイディッシュ語のフォーク作曲家モルデチャイ・ゲビルティグの楽曲を演奏した『Shmutsige Magnaten』も、2006年にツァディク・レコードからリリースされた。このアルバムは、2005年に開催されたクラクフ・ユダヤ・ミュージック・フェスティバルの期間中、ポーランドのクラクフ最古のシナゴーグで真夜中にライブ録音された。このシナゴーグはゲビルティグの生家からすぐ近くにあった。
ロイ・ネイザンソンとののデュオ・アルバム、『ザ・カミング・グレイト・ミレニアム』『ロブスター・アンド・フレンド』『I Could've Been a Drum』は、現代アメリカと古き良きアメリカにおけるユダヤ人のノスタルジックな心と精神を、楽しさ、軽薄さ、喜びとともに探求している。これらの録音は、コールマンの「自由な」演奏スタイルと、サンプラー、トロンボーン、パーカッション、ピアノ、ボーカルなど、多くの楽器を操る才能を象徴している。コールマンとネイザンソンは、アメリカとヨーロッパ各地で演奏活動を行っている。
コールマンは作曲家としても才能を発揮し、2006年にツァディクからリリースされた『Pushy Blueness』をはじめ、数多くのアンサンブルから委嘱された作品を数多く手掛けている。
彼の作品には、フランスのLa HuitからDVDリリースされた『Damaged by Sunlight』、アルバム『Freakish: Anthony Coleman plays Jelly Roll Morton』（ツァディク）、ヴェネチアン・ヘリテイジのゲストとしてヴェネツィアで1ヶ月間滞在して制作された作品、パリのアンサンブル・エリック・サティ「エコーズ・フロム・エルスホエア（Echoes From Elsewhere）」からの委嘱作品、ギタリストのマーク・リボーのバンド「Los Cubanos Postizos」との日本およびヨーロッパ・ツアー、シンポジウム「アントン・ウェーベルンと作曲家20年（Anton Webern und das Komponieren im 20 Jahrhundert）」（Neue Perspektiven＝新しい視点、スイス・バーゼル）での講演/演奏、ブルックリン弦楽団（Empfindsamer）からの委嘱作品などがある。
2005年よりニューイングランド音楽院、2012年よりマネス・カレッジ・ニュースクール・フォー・ミュージックの教授を務める。アルバム『The End of Summer』には、自身が率いるNECアンサンブル・サヴァイヴァーズ・ブレックファーストがフィーチャーされている。

## その他の活動
コールマンは、ニューイングランド音楽院とイェール音楽院で作曲の学位を取得し、フランスのエクス＝アン＝プロヴァンスにあるアカンテ・センターでマウリシオ・カーゲルのセミナーを受講した。また、ニューヨーク芸術財団、ジェラシ・コロニー、チヴィテッラ・ラニエリ・センター、ハンブルク自由ハンザシュタット・カルチャーホール、イエロー・スプリングス・アーツ・センターから助成金とレジデンス・プログラムを受けている。2003年の春学期は、バーモント州のベニントン・カレッジで理論と作曲を教えていた。2004年には、ベルギーのブリュッセルで開催された3日間のフェスティバル「アブストラクト・アドベンチャーズ」においてはその主題となった。
コールマンはAll About Jazzと『Bomb』誌に記事を寄稿しており、2000年にはジョン・ゾーンのエッセイ集『Arcana: Musicians on Music』にも寄稿した。

## 映画
1990年代半ばには、クラウディア・ホイヤーマン監督によるニューヨークのダウンタウンにおけるユダヤ音楽を描いたドキュメンタリー『Sabbath in Paradise』、ホイヤーマン監督によるジョン・ゾーンに関するドキュメンタリー『A Bookshelf on Top of the Sky』、そして『Following Eden』に出演した。2005年には、アナイス・プロザイク監督によるマーク・リボーのドキュメンタリー『The Lost String』でインタビューを受けた。

## ディスコグラフィ

### リーダー・アルバム
- 『ディスコ・バイ・ナイト』 - Disco by Night (1992年、Avant)
- 『ザ・カミング・グレイト・ミレニアム』 - The Coming Great Millenium... (1992年、Knitting Factory) ※with ロイ・ネイザンソン
- 『ロブスター・アンド・フレンド』 - Lobster and Friend (1993年、Knitting Factory) ※with ロイ・ネイザンソン
- Sephardic Tinge (1995年、Tzadik)
- Selfhaters (1996年、Tzadik)
- I Could've Been a Drum (1997年、Tzadik) ※with ロイ・ネイザンソン
- The Abysmal Richness of the Infinite Proximity of the Same (1998年、Tzadik)
- Morenica (1998年、Tzadik)
- With Every Breath: The Music of Shabbat at BJ (1999年、Knitting Factory)
- Our Beautiful Garden is Open (2002年、Tzadik)
- Shmutsige Magnaten (2006年、Tzadik)
- Pushy Blueness (2006年、Tzadik)
- Lapidation (2007年、New World)
- Freakish (2009年、Tzadik)
- The End of Summer (2013年、Tzadik)

### 参加アルバム
ジョン・ゾーン
- Archery (1982年、Parachute)
- 『復讐のガンマン〜エンニオ・モリコーネ作品集』 - The Big Gundown (1986年、Nonesuch)
- 『コブラ』 - Cobra (1986年、Hathut)
- 『スピレーン』 - Spillane (1987年、Elektra Nonesuch)
- 『フィルム・ワークス1986-1990』 - Filmworks 1986–1990 (1992年、Elektra Nonesuch)
- 『クリスタルナハト（水晶の夜）』 - Kristallnacht (1993年、Eva)
- John Zorn's Cobra: Live at the Knitting Factory (1995年、Knitting Factory)
- 『フィルム・ワークス2』 - Filmworks II: Music for an Untitled Film by Walter Hill (1996年、Tzadik)
- Filmworks III: 1990–1995 (1996年、Tzadik)
- Bar Kokhba (1996年、Tzadik)
- Filmworks IV: S&M + More (1997年、Tzadik)
- New Traditions in East Asian Bar Bands (1997年、Tzadik)
- Duras: Duchamp (1997年、Tzadik)
- The Parachute Years (1997年、Tzadik)
- Filmworks VIII: 1997 (1998年、Tzadik)
- The Bribe (1998年、Tzadik)
- Music for Children (1998年、Tzadik)
- Godard/Spillane (1999年、Tzadik)
- Voices in the Wilderness (2003年、Tzadik)

マーク・リボー
- Rootless Cosmopolitans (1990年、Island)
- 『レクイエム・フォー・ホワッツ・ヒズ・ネーム』 - Requiem for What's His Name (1992年、Les Disques du Crepuscule)
- Shoe String Symphonettes (1997年、Tzadik)
- 『キューバとの絆〜アルセニオ・ロドリゲスに捧ぐ』 - The Prosthetic Cubans (1998年、Atlantic)
- 『!ムイ・ディベルティード! (めっちゃ愉快!)』 - ¡Muy Divertido! (2000年、Atlantic)
- Scelsi Morning (2003年、Tzadik)
- Soundtracks Volume 2 (2003年、Tzadik)

その他
- ロン・アンダーソン : Secret Curve (2011年、Tzadik)
- アンドレア・センタッツォ : Back to the Future (2005年、Ictus)
- デイヴ・ダグラス : 『サンクチュアリー』 - Sanctuary (1997年、Avant)
- デヴィッド・クラカウアー : Klezmer Madness! (1995年、Tzadik)
- イクエ・モリ : B/Side (1998年、Tzadik)
- イクエ・モリ : One Hundred Aspects of the Moon (2000年、Tzadik)
- ワダダ・レオ・スミス : Lake Biwa (2004年、Tzadik)

## フィルモグラフィ
- Sabbath in Paradise (1997年)
- A Bookshelf on Top of the Sky: 12 Stories About John Zorn (1999年)
- The Lost String (2005年)
- Following Eden (2006年)

## 作曲作品
- Latvian Counter-Gambit, for Chamber Orchestra
- Mise en Abime
- Goodbye and Good Luck